# Carl Weinrich
Carl Weinrich (* 2. Juli 1904 in Paterson (New Jersey); † 13. Mai 1991 in Princeton (New Jersey)) war ein US-amerikanischer Organist und Musikpädagoge.
Weinrich studierte an der New York University und nahm im Sommer 1926 einen Kurs bei Marcel Dupré in Paris. Von 1927 bis 1930 setzte er seine Ausbildung am Curtis Institute of Music in Philadelphia fort, nahm privaten Orgelunterricht bei Lynnwood Farnam und Klavierunterricht bei Abram Chasins.
Er wurde Assistent und 1930 Nachfolger von Farnam als Organist an der Holy Communion Church in New York. Hier führte er Anfang 1932 alle sechs Orgelsinfonien Louis Viernes auf. Von 1934 bis 1940 unterrichtete er Orgel am Westminster College in Princeton, von 1936 bis 1946 am Wellesley College und von 1942 bis 1952 an der Columbia University. Von 1943 bis 1973 war er Musikdirektor an der Kapelle von Princeton.
Weinrich galt als Experte für die Interpretation der Orgelwerke Johann Sebastian Bachs, die er auf zahlreichen Konzertreisen spielte. Daneben spielte er auch die Werke zeitgenössischer Komponisten und gab Arnold Schoenbergs Variations on a Recitative heraus.
In seinen letzten Jahren erkrankte Weinrich an der Parkinsonschen Krankheit. Er starb 86-jährig im Medical Center von Princeton.